# Zirkuläre Migration
Zirkuläre Migration ist ein Begriff, mit dem Migrationsbewegungen beschrieben werden, die sich durch mehrfachen Wechsel zwischen zwei oder mehr Staaten ausdrücken. Meist geht es um wiederholte Wanderungen zwischen dem Herkunfts- und dem Zielland.

## Definition und Vorkommen
Der Begriff kann für die Typologisierung von Migration verwendet werden. Allerdings existiert keine einheitliche Definition dazu, wie häufig die Veränderung des Lebensmittelpunktes erfolgen muss, um sie als Zirkuläre Migration zu bezeichnen. Eine Auswertung des Ausländerzentralregisters für das Jahr 2010 ergab, dass in Deutschland rund 360.000 Drittstaatsangehörige mindestens einmal aus Deutschland fortgezogen und wieder eingereist waren. Eine wiederholte zirkuläre Migration konnte für 100.000 Drittstaatsangehörige festgestellt werden. Die größte Anzahl stellen dabei Personen aus der Türkei.

## Beschreibende Parameter
Für eine beschreibende Darstellung von zirkulären Migrationsprozessen werden oftmals die folgenden vier Dimensionen herangezogen:
- Die Geografische Dimension gibt die Zahl der betroffenen Länder an. In manchen Fällen betrifft die Migration mehr als nur ein Herkunfts- und ein Zielland.
- Die Aufenthaltsdauer an einem Ort variiert. Bei Saisonarbeitern beträgt sie einige Monate, während sie bei qualifiziertem Personal auch Jahre betragen kann.
- Der Wiederholungsfaktor gibt an, wie viele Migrationszyklen durchlaufen werden. Bei nur einem Zyklus spricht man nicht von zirkulärer Migration, sondern von Rückwanderung, auch Return Migration oder Remigration.
- Die Entwicklung (Development) gibt an, ob und welche Vorteile das Herkunftsland, das Zielland und der einzelne Migrant haben.

## Politische Programme
Politische Programme zur Förderung zirkulärer Wanderungen zielen auf temporäre Arbeitsmigration ab. Dadurch soll es Migranten ermöglicht werden, regelmäßig in ihre Herkunftsländer zurückzukehren, um dort mit dem gewonnenen Wissen zur Entwicklung beizutragen (Know-how-Transfer). Diese Programme sollen auch den „Abfluss von Wissen aus den Entwicklungsländern“ (Braindrain) reduzieren. Die Migranten verlieren dabei zumeist nicht ihr Aufenthaltsrecht im Zielland. Förderprogramme wie in Spanien und Kanada zeigen, dass es im Bereich der Saisonarbeit lukrativer ist, statt zeitlich begrenzter Einreise- und Arbeitsgenehmigungen ein Verfahren zur Förderung der zirkulären Migration einzurichten. Diese fördert eine längerfristige Beziehung zwischen Arbeitgeber und ausländischem Arbeitnehmer. Die Arbeitsleistung wird durch arbeitgeberspezifische Qualifikationen erhöht und das Wohlbefinden der Mitarbeiter gefördert.
Aus ökonomischer Sicht kann zirkuläre Migration dazu beitragen, die Arbeitsplatznachfrage zu bedienen. Demnach sei der Arbeitsmarkt ein Filter für Migration.
Förderungsmöglichkeiten sind beispielsweise Wahlrechte, Eigentumsrechte, Erleichterungen bei Visaerteilung, Abschaffung der Visapflicht, doppelte Staatsbürgerschaft, Verbesserung der Transport- und Kommunikationswege, Wettbewerbsförderung zur Senkung von Flugpreisen und Senkung der Mobilfunktarife.

## Diskussion
Die Parteien CDU, CSU und FDP sowie der DGB sprachen sich 2011 dagegen aus, durch zirkuläre Migration den Arbeitskräftemangel in Deutschland zu decken. Der DGB befürchtete darüber hinaus, dass zirkuläre Migration dazu führen könne, dass wegen der kurzen Aufenthaltsdauer „Migranten sozioökonomische Rechte verweigert werden könnten.“ Wirtschafts- und Arbeitgeberverbände wie der Deutsche Industrie- und Handelskammertag sprachen sich hingegen allgemein für „flexible Formen der Arbeitnehmerwanderung“ aus.